# (31460) Jongsowfei
1999 CV19 (asteroide 31460) é um asteroide da cintura principal. Possui uma excentricidade de 0.17813240 e uma inclinação de 7.83686º.
Este asteroide foi descoberto no dia 10 de fevereiro de 1999 por LINEAR em Socorro.